# Elezioni comunali in Friuli-Venezia Giulia del 1995
Le elezioni comunali in Friuli-Venezia Giulia del 1995 si tennero il 23 aprile (con ballottaggio il 7 maggio) e il 19 novembre (con ballottaggio il 3 dicembre).

## Elezioni dell'aprile 1995

### Provincia di Gorizia

#### Gradisca d'Isonzo
| Candidati                     | Candidati            | II turno             | II turno          | I turno | I turno | Liste                           | Voti  | %     | Seggi |
| Candidati                     | Candidati            | Voti                 | %                 | Voti    | %       | Liste                           | Voti  | %     | Seggi |
| ----------------------------- | -------------------- | -------------------- | ----------------- | ------- | ------- | ------------------------------- | ----- | ----- | ----- |
|                               | Gianni Fabris        | 2 638                | 60,35             | 1 186   | 24,86   | Centro                          | 1 091 | 24,25 | 10    |
|                               | Maria Masau          | 1 733                | 39,65             | 1 292   | 27,08   | Lista civica di centro-sinistra | 1 762 | 39,16 | 2     |
| Seggio di coalizione          | Seggio di coalizione | Seggio di coalizione | 39,65             | 1 292   | 27,08   | 1                               |       |       |       |
|                               | Paolo Lazzeri        | Paolo Lazzeri        | Paolo Lazzeri     | 842     | 17,65   | Centro (A)                      | 805   | 17,89 | 1     |
| Seggio di coalizione          | Seggio di coalizione | Seggio di coalizione | Paolo Lazzeri     | 842     | 17,65   | 1                               |       |       |       |
|                               | Franco Bressan       | Franco Bressan       | Franco Bressan    | 799     | 16,75   | Sinistra                        | 707   | 15,71 | –     |
| Seggio di coalizione          | Seggio di coalizione | Seggio di coalizione | Franco Bressan    | 799     | 16,75   | 1                               |       |       |       |
|                               | Dario Marangotto     | Dario Marangotto     | Dario Marangotto  | 404     | 8,47    | Alleanza Nazionale              | 394   | 8,76  | –     |
|                               | Ferruccio Colombi    | Ferruccio Colombi    | Ferruccio Colombi | 266     | 5,58    | Lista Civica                    | 252   | 5,60  | –     |
| Totale                        | Totale               | 4 371                | 100               | 4 771   | 100     |                                 | 4 499 | 100   | 16    |
|                               |                      |                      |                   |         |         |                                 |       |       |       |
| Fonte: Ministero dell'interno |                      |                      |                   |         |         |                                 |       |       |       |

#### San Canzian d'Isonzo
|                                 | Fulvio Calligaris    | 2 384                | 60,35 | Centro   | 1 117 | 33,06 | 6  |  |  |
| Lista civica di centro-sinistra | Fulvio Calligaris    | 2 384                | 60,35 | 813      | 24,06 | 4     |    |  |  |
|                                 | Armando Giostra      | 1 566                | 39,65 | Sinistra | 1 449 | 42,88 | 5  |  |  |
| Seggio di coalizione            | Seggio di coalizione | Seggio di coalizione | 39,65 | 1        |       |       |    |  |  |
| Totale                          | Totale               | 3 950                | 100   |          | 3 379 | 100   | 16 |  |  |
|                                 |                      |                      |       |          |       |       |    |  |  |
| Fonte: Ministero dell'interno   |                      |                      |       |          |       |       |    |  |  |

### Provincia di Pordenone

#### Aviano
| Candidati                     | Candidati                    | II turno              | II turno              | I turno | I turno | Liste                                                        | Voti  | %     | Seggi |
| Candidati                     | Candidati                    | Voti                  | %                     | Voti    | %       | Liste                                                        | Voti  | %     | Seggi |
| ----------------------------- | ---------------------------- | --------------------- | --------------------- | ------- | ------- | ------------------------------------------------------------ | ----- | ----- | ----- |
|                               | Gianluigi Rellini ✔️ Sindaco | 2 661                 | 50,40                 | 1 344   | 23,74   | Lista civica di centro-sinistra                              | 636   | 11,81 | 5     |
| Rifondazione Comunista        | Gianluigi Rellini ✔️ Sindaco | 2 661                 | 50,40                 | 1 344   | 23,74   | 563                                                          | 10,45 | 5     |       |
|                               | Fernando Tomasini            | 2 619                 | 49,60                 | 1 416   | 25,01   | Lista civica di centro-sinistra                              | 1 380 | 25,62 | 1     |
| Seggio di coalizione          | Seggio di coalizione         | Seggio di coalizione  | 49,60                 | 1 416   | 25,01   | 1                                                            |       |       |       |
|                               | Irene Rossi Boschian         | Irene Rossi Boschian  | Irene Rossi Boschian  | 1 198   | 21,16   | Forza Italia-Centro Cristiano Democratico-Alleanza Nazionale | 1 167 | 21,67 | 1     |
| Seggio di coalizione          | Seggio di coalizione         | Seggio di coalizione  | Irene Rossi Boschian  | 1 198   | 21,16   | 1                                                            |       |       |       |
|                               | Giovanni Tassan Zanin        | Giovanni Tassan Zanin | Giovanni Tassan Zanin | 1 106   | 19,54   | Lista civica di centro-destra                                | 1 077 | 20,00 | –     |
| Seggio di coalizione          | Seggio di coalizione         | Seggio di coalizione  | Giovanni Tassan Zanin | 1 106   | 19,54   | 1                                                            |       |       |       |
|                               | Luigia Tagliabue             | Luigia Tagliabue      | Luigia Tagliabue      | 597     | 10,55   | Lega Nord                                                    | 563   | 10,45 | –     |
| Seggio di coalizione          | Seggio di coalizione         | Seggio di coalizione  | Luigia Tagliabue      | 597     | 10,55   | 1                                                            |       |       |       |
| Totale                        | Totale                       | 5 280                 | 100                   | 5 661   | 100     |                                                              | 5 386 | 100   | 16    |
|                               |                              |                       |                       |         |         |                                                              |       |       |       |
| Fonte: Ministero dell'interno |                              |                       |                       |         |         |                                                              |       |       |       |

#### Brugnera
| Candidati                     | Candidati                 | II turno             | II turno       | I turno | I turno | Liste                         | Voti  | %     | Seggi |
| Candidati                     | Candidati                 | Voti                 | %              | Voti    | %       | Liste                         | Voti  | %     | Seggi |
| ----------------------------- | ------------------------- | -------------------- | -------------- | ------- | ------- | ----------------------------- | ----- | ----- | ----- |
|                               | Gino Callegher ✔️ Sindaco | 3 272                | 63,91          | 2 165   | 40,06   | Lista Civica                  | 2 066 | 39,74 | 10    |
|                               | Dino Carniello            | 1 848                | 36,09          | 1 384   | 25,61   | Lista Civica                  | 1 323 | 25,45 | 2     |
| Seggio di coalizione          | Seggio di coalizione      | Seggio di coalizione | 36,09          | 1 384   | 25,61   | 1                             |       |       |       |
|                               | Pietro Ragogna            | Pietro Ragogna       | Pietro Ragogna | 1 329   | 24,59   | Lista civica di centro-destra | 1 308 | 25,16 | 1     |
| Seggio di coalizione          | Seggio di coalizione      | Seggio di coalizione | Pietro Ragogna | 1 329   | 24,59   | 1                             |       |       |       |
|                               | Paolo Pivetta             | Paolo Pivetta        | Paolo Pivetta  | 527     | 9,75    | Centro                        | 502   | 9,66  | –     |
| Seggio di coalizione          | Seggio di coalizione      | Seggio di coalizione | Paolo Pivetta  | 527     | 9,75    | 1                             |       |       |       |
| Totale                        | Totale                    | 5 120                | 100            | 5 405   | 100     |                               | 5 199 | 100   | 16    |
|                               |                           |                      |                |         |         |                               |       |       |       |
| Fonte: Ministero dell'interno |                           |                      |                |         |         |                               |       |       |       |

#### Casarsa della Delizia
| Candidati                     | Candidati                       | II turno                  | II turno                  | I turno | I turno | Liste                         | Voti  | %     | Seggi |
| Candidati                     | Candidati                       | Voti                      | %                         | Voti    | %       | Liste                         | Voti  | %     | Seggi |
| ----------------------------- | ------------------------------- | ------------------------- | ------------------------- | ------- | ------- | ----------------------------- | ----- | ----- | ----- |
|                               | Franco Vittorio Rosa ✔️ Sindaco | 2 365                     | 50,40                     | 1 261   | 24,77   | Lista Civica                  | 1 162 | 23,97 | 10    |
|                               | Angioletto Tubaro               | 2 327                     | 49,60                     | 1 951   | 38,32   | Lista Civica                  | 1 863 | 38,44 | 2     |
| Seggio di coalizione          | Seggio di coalizione            | Seggio di coalizione      | 49,60                     | 1 951   | 38,32   | 1                             |       |       |       |
|                               | Antonio Cesare Marinelli        | Antonio Cesare Marinelli  | Antonio Cesare Marinelli  | 1 110   | 21,80   | Lista civica di centro-destra | 1 081 | 22,30 | 1     |
| Seggio di coalizione          | Seggio di coalizione            | Seggio di coalizione      | Antonio Cesare Marinelli  | 1 110   | 21,80   | 1                             |       |       |       |
|                               | Alessia Simona Spaliviero       | Alessia Simona Spaliviero | Alessia Simona Spaliviero | 509     | 10,00   | Lega Nord                     | 494   | 10,19 | –     |
| Seggio di coalizione          | Seggio di coalizione            | Seggio di coalizione      | Alessia Simona Spaliviero | 509     | 10,00   | 1                             |       |       |       |
|                               | Enrico Morello                  | Enrico Morello            | Enrico Morello            | 260     | 5,11    | Rifondazione Comunista        | 247   | 5,10  | –     |
| Totale                        | Totale                          | 4 692                     | 100                       | 5 091   | 100     |                               | 4 847 | 100   | 16    |
|                               |                                 |                           |                           |         |         |                               |       |       |       |
| Fonte: Ministero dell'interno |                                 |                           |                           |         |         |                               |       |       |       |

#### Fiume Veneto
| Candidati                     | Candidati                  | II turno             | II turno         | I turno | I turno | Liste                                                        | Voti  | %     | Seggi |
| Candidati                     | Candidati                  | Voti                 | %                | Voti    | %       | Liste                                                        | Voti  | %     | Seggi |
| ----------------------------- | -------------------------- | -------------------- | ---------------- | ------- | ------- | ------------------------------------------------------------ | ----- | ----- | ----- |
|                               | Tiziano Borlina ✔️ Sindaco | 3 992                | 65,25            | 2 255   | 33,84   | Centro                                                       | 2 186 | 33,98 | 10    |
|                               | Luca Ciriani               | 2 136                | 34,91            | 1 635   | 24,54   | Forza Italia-Centro Cristiano Democratico-Alleanza Nazionale | 1 548 | 24,06 | 1     |
| Seggio di coalizione          | Seggio di coalizione       | Seggio di coalizione | 34,91            | 1 635   | 24,54   | 1                                                            |       |       |       |
|                               | Silvana Gregoris           | Silvana Gregoris     | Silvana Gregoris | 1 163   | 17,45   | Lega Nord                                                    | 1 132 | 17,60 | 1     |
| Seggio di coalizione          | Seggio di coalizione       | Seggio di coalizione | Silvana Gregoris | 1 163   | 17,45   | 1                                                            |       |       |       |
|                               | Rita Orecchio              | Rita Orecchio        | Rita Orecchio    | 959     | 14,39   | Lista civica di centro-sinistra                              | 943   | 14,66 | –     |
| Seggio di coalizione          | Seggio di coalizione       | Seggio di coalizione | Rita Orecchio    | 959     | 14,39   | 1                                                            |       |       |       |
|                               | Luigi Querini              | Luigi Querini        | Luigi Querini    | 651     | 9,77    | Centro (A)                                                   | 624   | 9,70  | –     |
| Seggio di coalizione          | Seggio di coalizione       | Seggio di coalizione | Luigi Querini    | 651     | 9,77    | 1                                                            |       |       |       |
| Totale                        | Totale                     | 6 118                | 100              | 6 663   | 100     |                                                              | 6 433 | 100   | 16    |
|                               |                            |                      |                  |         |         |                                                              |       |       |       |
| Fonte: Ministero dell'interno |                            |                      |                  |         |         |                                                              |       |       |       |

#### Fontanafredda
| Candidati                     | Candidati               | II turno             | II turno       | I turno | I turno | Liste        | Voti  | %     | Seggi |
| Candidati                     | Candidati               | Voti                 | %              | Voti    | %       | Liste        | Voti  | %     | Seggi |
| ----------------------------- | ----------------------- | -------------------- | -------------- | ------- | ------- | ------------ | ----- | ----- | ----- |
|                               | Loris Saldan ✔️ Sindaco | 3 208                | 54,87          | 2 226   | 35,76   | Lista Civica | 2 035 | 35,44 | 10    |
|                               | Pierluigi Giol          | 2 639                | 45,13          | 2 457   | 39,48   | Lista Civica | 2 289 | 39,86 | 3     |
| Seggio di coalizione          | Seggio di coalizione    | Seggio di coalizione | 45,13          | 2 457   | 39,48   | 1            |       |       |       |
|                               | Giovanni Spisa          | Giovanni Spisa       | Giovanni Spisa | 1 541   | 24,76   | Lista Civica | 1 418 | 24,70 | 1     |
| Seggio di coalizione          | Seggio di coalizione    | Seggio di coalizione | Giovanni Spisa | 1 541   | 24,76   | 1            |       |       |       |
| Totale                        | Totale                  | 5 847                | 100            | 6 224   | 100     |              | 5 742 | 100   | 16    |
|                               |                         |                      |                |         |         |              |       |       |       |
| Fonte: Ministero dell'interno |                         |                      |                |         |         |              |       |       |       |

#### Pasiano di Pordenone
| Candidati                     | Candidati               | II turno             | II turno          | I turno | I turno | Liste                           | Voti  | %     | Seggi |
| Candidati                     | Candidati               | Voti                 | %                 | Voti    | %       | Liste                           | Voti  | %     | Seggi |
| ----------------------------- | ----------------------- | -------------------- | ----------------- | ------- | ------- | ------------------------------- | ----- | ----- | ----- |
|                               | Paolo Santin ✔️ Sindaco | 3 029                | 70,70             | 1 634   | 36,29   | Lista civica di centro-sinistra | 1 548 | 36,30 | 10    |
|                               | Noelia Bressan          | 1 255                | 29,30             | 1 120   | 24,87   | Lista civica di centro-destra   | 1 052 | 24,67 | 1     |
| Seggio di coalizione          | Seggio di coalizione    | Seggio di coalizione | 29,30             | 1 120   | 24,87   | 1                               |       |       |       |
|                               | Lorenzo Battiston       | Lorenzo Battiston    | Lorenzo Battiston | 980     | 21,76   | Centro                          | 936   | 21,95 | 1     |
| Seggio di coalizione          | Seggio di coalizione    | Seggio di coalizione | Lorenzo Battiston | 980     | 21,76   | 1                               |       |       |       |
|                               | Michele Marangoni       | Michele Marangoni    | Michele Marangoni | 769     | 17,08   | Lista Civica                    | 729   | 17,09 | 1     |
| Seggio di coalizione          | Seggio di coalizione    | Seggio di coalizione | Michele Marangoni | 769     | 17,08   | 1                               |       |       |       |
| Totale                        | Totale                  | 4 284                | 100               | 4 503   | 100     |                                 | 4 265 | 100   | 16    |
|                               |                         |                      |                   |         |         |                                 |       |       |       |
| Fonte: Ministero dell'interno |                         |                      |                   |         |         |                                 |       |       |       |

#### Porcia
| Candidati                     | Candidati               | II turno             | II turno         | I turno | I turno | Liste                                                        | Voti  | %     | Seggi |
| Candidati                     | Candidati               | Voti                 | %                | Voti    | %       | Liste                                                        | Voti  | %     | Seggi |
| ----------------------------- | ----------------------- | -------------------- | ---------------- | ------- | ------- | ------------------------------------------------------------ | ----- | ----- | ----- |
|                               | Nicola Zille ✔️ Sindaco | 5 215                | 61,35            | 2 473   | 27,22   | Lega Nord                                                    | 2 322 | 27,58 | 12    |
|                               | Diego Sedran            | 3 286                | 38,65            | 3 249   | 35,76   | Forza Italia-Alleanza Nazionale-Centro Cristiano Democratico | 2 024 | 24,04 | 2     |
| Centro                        | Diego Sedran            | 3 286                | 38,65            | 3 249   | 35,76   | 822                                                          | 9,76  | 1     |       |
| Seggio di coalizione          | Seggio di coalizione    | Seggio di coalizione | 38,65            | 3 249   | 35,76   | 1                                                            |       |       |       |
|                               | Renzo Andreello         | Renzo Andreello      | Renzo Andreello  | 2 234   | 24,59   | Lista civica di centro-sinistra                              | 2 173 | 25,81 | 2     |
| Seggio di coalizione          | Seggio di coalizione    | Seggio di coalizione | Renzo Andreello  | 2 234   | 24,59   | 1                                                            |       |       |       |
|                               | Diego Fadel             | Diego Fadel          | Diego Fadel      | 911     | 10,03   | Lista civica di sinistra                                     | 873   | 10,37 | –     |
| Seggio di coalizione          | Seggio di coalizione    | Seggio di coalizione | Diego Fadel      | 911     | 10,03   | 1                                                            |       |       |       |
|                               | Alfredo Odinotte        | Alfredo Odinotte     | Alfredo Odinotte | 219     | 2,41    | Lista Civica                                                 | 204   | 2,42  | –     |
| Totale                        | Totale                  | 8 501                | 100              | 9 086   | 100     |                                                              | 8 418 | 100   | 20    |
|                               |                         |                      |                  |         |         |                                                              |       |       |       |
| Fonte: Ministero dell'interno |                         |                      |                  |         |         |                                                              |       |       |       |

#### Sacile
|                                    | Gina Fasan ✔️ Sindaca | 6 183                | 53,43 | Centro                          | 2 670  | 24,79 | 6  |  |  |
| Partito Democratico della Sinistra | Gina Fasan ✔️ Sindaca | 6 183                | 53,43 | 1 670                           | 15,50  | 3     |    |  |  |
| Lega Nord                          | Gina Fasan ✔️ Sindaca | 6 183                | 53,43 | 1 254                           | 11,64  | 3     |    |  |  |
|                                    | Francesco Chiaradia   | 3 114                | 26,91 | Lista civica di centro-destra   | 3 022  | 28,06 | 5  |  |  |
| Seggio di coalizione               | Seggio di coalizione  | Seggio di coalizione | 26,91 | 1                               |        |       |    |  |  |
|                                    | Gian Luigi Pegolo     | 1 014                | 8,76  | Rifondazione Comunista          | 940    | 8,73  | –  |  |  |
| Seggio di coalizione               | Seggio di coalizione  | Seggio di coalizione | 8,76  | 1                               |        |       |    |  |  |
|                                    | Maria Teresa Lot      | 793                  | 6,85  | Lista civica di centro-sinistra | 781    | 7,25  | –  |  |  |
| Seggio di coalizione               | Seggio di coalizione  | Seggio di coalizione | 6,85  | 1                               |        |       |    |  |  |
|                                    | Mario Puiatti         | 468                  | 4,04  | Verdi-Fvg                       | 434    | 4,03  | –  |  |  |
| Totale                             | Totale                | 11 572               | 100   |                                 | 10 771 | 100   | 20 |  |  |
|                                    |                       |                      |       |                                 |        |       |    |  |  |
| Fonte: Ministero dell'interno      |                       |                      |       |                                 |        |       |    |  |  |

#### Sesto al Reghena
|                               | Daniele Gerolin ✔️ Sindaco | 2 161                | 60,13 | Centro                          | 2 080 | 59,77 | 10 |  |  |
|                               | Paola Chiandotto           | 760                  | 21,15 | Lista civica di centro-sinistra | 3 022 | 86,84 | 2  |  |  |
| Seggio di coalizione          | Seggio di coalizione       | Seggio di coalizione | 21,15 | 1                               |       |       |    |  |  |
|                               | Silvana Cesca              | 673                  | 18,73 | Lista civica di centro-destra   | 652   | 18,74 | 2  |  |  |
| Seggio di coalizione          | Seggio di coalizione       | Seggio di coalizione | 18,73 | 1                               |       |       |    |  |  |
| Totale                        | Totale                     | 3 594                | 100   |                                 | 3 480 | 100   | 16 |  |  |
|                               |                            |                      |       |                                 |       |       |    |  |  |
| Fonte: Ministero dell'interno |                            |                      |       |                                 |       |       |    |  |  |

### Provincia di Udine

#### Udine
| Candidati                                                             | Candidati               | II turno              | II turno              | I turno | I turno | Liste                              | Voti   | %     | Seggi |
| Candidati                                                             | Candidati               | Voti                  | %                     | Voti    | %       | Liste                              | Voti   | %     | Seggi |
| --------------------------------------------------------------------- | ----------------------- | --------------------- | --------------------- | ------- | ------- | ---------------------------------- | ------ | ----- | ----- |
|                                                                       | Enzo Barazza ✔️ Sindaco | 31 276                | 52,12                 | 17 869  | 27,64   | Partito Democratico della Sinistra | 8 698  | 14,49 | 10    |
| Federazione dei Verdi-Cristiano Sociali-Partito Repubblicano Italiano | Enzo Barazza ✔️ Sindaco | 31 276                | 52,12                 | 17 869  | 27,64   | 3 311                              | 5,52   | 4     |       |
| Patto dei Democratici                                                 | Enzo Barazza ✔️ Sindaco | 31 276                | 52,12                 | 17 869  | 27,64   | 1 740                              | 2,90   | 2     |       |
| Federazione Laburista                                                 | Enzo Barazza ✔️ Sindaco | 31 276                | 52,12                 | 17 869  | 27,64   | 1 021                              | 1,70   | 1     |       |
|                                                                       | Silvana Olivotto        | 28 737                | 47,88                 | 27 387  | 42,36   | Forza Italia-Polo Popolare         | 14 527 | 24,21 | 7     |
| Alleanza Nazionale                                                    | Silvana Olivotto        | 28 737                | 47,88                 | 27 387  | 42,36   | 8 640                              | 14,40  | 4     |       |
| Centro Cristiano Democratico                                          | Silvana Olivotto        | 28 737                | 47,88                 | 27 387  | 42,36   | 1 985                              | 3,31   | 1     |       |
| Lista Pannella-Riformatori                                            | Silvana Olivotto        | 28 737                | 47,88                 | 27 387  | 42,36   | 985                                | 1,64   | –     |       |
| Seggio di coalizione                                                  | Seggio di coalizione    | Seggio di coalizione  | 47,88                 | 27 387  | 42,36   | 1                                  |        |       |       |
|                                                                       | Italo Tavoschi          | Italo Tavoschi        | Italo Tavoschi        | 11 496  | 17,78   | Partito Popolare Italiano (A)      | 6 193  | 10,32 | 7     |
| Lega Nord                                                             | Italo Tavoschi          | Italo Tavoschi        | Italo Tavoschi        | 11 496  | 17,78   | 5 384                              | 8,97   | 2     |       |
| Seggio di coalizione                                                  | Seggio di coalizione    | Seggio di coalizione  | Italo Tavoschi        | 11 496  | 17,78   | 1                                  |        |       |       |
|                                                                       | Nedeida Ponte           | Nedeida Ponte         | Nedeida Ponte         | 3 247   | 5,02    | Rifondazione Comunista             | 3 231  | 5,38  | –     |
|                                                                       | Alberto Di Caporiacco   | Alberto Di Caporiacco | Alberto Di Caporiacco | 1 818   | 2,81    | Lega Friuli                        | 1 688  | 2,81  | –     |
|                                                                       | Diego Volpe Pasini      | Diego Volpe Pasini    | Diego Volpe Pasini    | 1 623   | 2,51    | Per Udine (B)                      | 1 425  | 2,37  | –     |
|                                                                       | Annamaria Germini       | Annamaria Germini     | Annamaria Germini     | 1 217   | 1,88    | Nuova Udine                        | 1 179  | 1,96  | –     |
| Totale                                                                | Totale                  | 60 013                | 100                   | 64 657  | 100     |                                    | 60 007 | 100   | 40    |
|                                                                       |                         |                       |                       |         |         |                                    |        |       |       |
| Fonte: Ministero dell'interno                                         |                         |                       |                       |         |         |                                    |        |       |       |

#### Basiliano
| Candidati                     | Candidati                  | II turno             | II turno          | I turno | I turno | Liste                           | Voti  | %     | Seggi |
| Candidati                     | Candidati                  | Voti                 | %                 | Voti    | %       | Liste                           | Voti  | %     | Seggi |
| ----------------------------- | -------------------------- | -------------------- | ----------------- | ------- | ------- | ------------------------------- | ----- | ----- | ----- |
|                               | Flavio Pertoldi ✔️ Sindaco | 2 080                | 61,01             | 1 545   | 43,08   | Centro                          | 1 500 | 43,48 | 10    |
|                               | Italo Del Negro            | 1 329                | 38,99             | 1 064   | 29,67   | Lista civica di centro-sinistra | 1 034 | 29,97 | 2     |
| Seggio di coalizione          | Seggio di coalizione       | Seggio di coalizione | 38,99             | 1 064   | 29,67   | 1                               |       |       |       |
|                               | Gianpiero Buzzolo          | Gianpiero Buzzolo    | Gianpiero Buzzolo | 977     | 27,24   | Lista civica di centro-destra   | 916   | 26,55 | 2     |
| Seggio di coalizione          | Seggio di coalizione       | Seggio di coalizione | Gianpiero Buzzolo | 977     | 27,24   | 1                               |       |       |       |
| Totale                        | Totale                     | 3 409                | 100               | 3 586   | 100     |                                 | 3 450 | 100   | 16    |
|                               |                            |                      |                   |         |         |                                 |       |       |       |
| Fonte: Ministero dell'interno |                            |                      |                   |         |         |                                 |       |       |       |

#### Campoformido
| Candidati                     | Candidati                   | II turno                  | II turno                  | I turno | I turno | Liste                           | Voti  | %     | Seggi |
| Candidati                     | Candidati                   | Voti                      | %                         | Voti    | %       | Liste                           | Voti  | %     | Seggi |
| ----------------------------- | --------------------------- | ------------------------- | ------------------------- | ------- | ------- | ------------------------------- | ----- | ----- | ----- |
|                               | Pietro Fontanini ✔️ Sindaco | 2 827                     | 62,52                     | 1 915   | 39,29   | Centro                          | 1 845 | 39,03 | 10    |
|                               | Oscar Olivo                 | 1 695                     | 37,48                     | 1 161   | 23,82   | Centro                          | 1 118 | 23,65 | 1     |
| Seggio di coalizione          | Seggio di coalizione        | Seggio di coalizione      | 37,48                     | 1 161   | 23,82   | 1                               |       |       |       |
|                               | Gianfranco Casula           | Gianfranco Casula         | Gianfranco Casula         | 1 034   | 21,21   | Alleanza Nazionale              | 1 012 | 21,41 | 1     |
| Seggio di coalizione          | Seggio di coalizione        | Seggio di coalizione      | Gianfranco Casula         | 1 034   | 21,21   | 1                               |       |       |       |
|                               | Silvia Romanello Sartorio   | Silvia Romanello Sartorio | Silvia Romanello Sartorio | 764     | 15,68   | Lista civica di centro-sinistra | 752   | 15,91 | 1     |
| Seggio di coalizione          | Seggio di coalizione        | Seggio di coalizione      | Silvia Romanello Sartorio | 764     | 15,68   | 1                               |       |       |       |
| Totale                        | Totale                      | 4 522                     | 100                       | 4 874   | 100     |                                 | 4 727 | 100   | 16    |
|                               |                             |                           |                           |         |         |                                 |       |       |       |
| Fonte: Ministero dell'interno |                             |                           |                           |         |         |                                 |       |       |       |

#### Cividale del Friuli
| Candidati                     | Candidati                    | II turno             | II turno          | I turno | I turno | Liste                           | Voti  | %     | Seggi |
| Candidati                     | Candidati                    | Voti                 | %                 | Voti    | %       | Liste                           | Voti  | %     | Seggi |
| ----------------------------- | ---------------------------- | -------------------- | ----------------- | ------- | ------- | ------------------------------- | ----- | ----- | ----- |
|                               | Giuseppe Bernardi ✔️ Sindaco | 4 280                | 57,39             | 1 928   | 24,86   | Lista civica di centro-sinistra | 1 892 | 25,50 | 7     |
|                               | Giuseppe Pascolini           | 3 178                | 42,61             | 1 979   | 25,52   | Centro                          | 1 862 | 25,09 | 3     |
| Seggio di coalizione          | Seggio di coalizione         | Seggio di coalizione | 42,61             | 1 979   | 25,52   | 1                               |       |       |       |
|                               | Paolo Moratti                | Paolo Moratti        | Paolo Moratti     | 1 592   | 20,53   | Lista Civica (A)                | 1 525 | 20,55 | 4     |
| Seggio di coalizione          | Seggio di coalizione         | Seggio di coalizione | Paolo Moratti     | 1 592   | 20,53   | 1                               |       |       |       |
|                               | Patrizia Legovini            | Patrizia Legovini    | Patrizia Legovini | 1 483   | 19,12   | Lista civica di centro-destra   | 1 398 | 18,84 | 2     |
| Seggio di coalizione          | Seggio di coalizione         | Seggio di coalizione | Patrizia Legovini | 1 483   | 19,12   | 1                               |       |       |       |
|                               | Silvano Domenis              | Silvano Domenis      | Silvano Domenis   | 774     | 9,98    | Lega Nord                       | 753   | 10,15 | –     |
| Seggio di coalizione          | Seggio di coalizione         | Seggio di coalizione | Silvano Domenis   | 774     | 9,98    | 1                               |       |       |       |
| Totale                        | Totale                       | 7 458                | 100               | 7 756   | 100     |                                 | 7 420 | 100   | 20    |
|                               |                              |                      |                   |         |         |                                 |       |       |       |
| Fonte: Ministero dell'interno |                              |                      |                   |         |         |                                 |       |       |       |

#### Fagagna
|                               | Aldo Burelli ✔️ Sindaco | 2 343                | 56,03 | Centro                          | 2 172 | 55,06 | 10 |  |  |
|                               | Marco Ziraldo           | 911                  | 21,78 | Lista civica di centro-destra   | 874   | 22,15 | 2  |  |  |
| Seggio di coalizione          | Seggio di coalizione    | Seggio di coalizione | 21,78 | 1                               |       |       |    |  |  |
|                               | Domenico Bulfone        | 642                  | 15,35 | Lista civica di centro-sinistra | 622   | 15,77 | 1  |  |  |
| Seggio di coalizione          | Seggio di coalizione    | Seggio di coalizione | 15,35 | 1                               |       |       |    |  |  |
|                               | Denis Plos              | 286                  | 6,84  | Lista Civica                    | 277   | 7,02  | –  |  |  |
| Seggio di coalizione          | Seggio di coalizione    | Seggio di coalizione | 6,84  | 1                               |       |       |    |  |  |
| Totale                        | Totale                  | 4 182                | 100   |                                 | 3 945 | 100   | 16 |  |  |
|                               |                         |                      |       |                                 |       |       |    |  |  |
| Fonte: Ministero dell'interno |                         |                      |       |                                 |       |       |    |  |  |

#### Gemona del Friuli
|                               | Virgilio Disetti ✔️ Sindaco | 4 266                | 56,21 | Centro                          | 3 942 | 55,50 | 12 |  |  |
|                               | Mauro Vale                  | 1 939                | 25,55 | Lista civica di centro-sinistra | 1 789 | 25,19 | 4  |  |  |
| Seggio di coalizione          | Seggio di coalizione        | Seggio di coalizione | 25,55 | 1                               |       |       |    |  |  |
|                               | Luciano Vale                | 1 385                | 18,25 | Lista civica di centro-destra   | 1 372 | 19,32 | 2  |  |  |
| Seggio di coalizione          | Seggio di coalizione        | Seggio di coalizione | 18,25 | 1                               |       |       |    |  |  |
| Totale                        | Totale                      | 7 590                | 100   |                                 | 7 103 | 100   | 20 |  |  |
|                               |                             |                      |       |                                 |       |       |    |  |  |
| Fonte: Ministero dell'interno |                             |                      |       |                                 |       |       |    |  |  |

#### Martignacco
| Candidati                     | Candidati                 | II turno             | II turno        | I turno | I turno | Liste                           | Voti  | %     | Seggi |
| Candidati                     | Candidati                 | Voti                 | %               | Voti    | %       | Liste                           | Voti  | %     | Seggi |
| ----------------------------- | ------------------------- | -------------------- | --------------- | ------- | ------- | ------------------------------- | ----- | ----- | ----- |
|                               | Iginio Colussi ✔️ Sindaco | 1 868                | 50,51           | 1 623   | 42,22   | Lista civica di centro-sinistra | 1 559 | 42,09 | 10    |
|                               | Sandro Stefanini          | 1 830                | 49,49           | 1 271   | 33,06   | Centro                          | 1 222 | 32,99 | 3     |
| Seggio di coalizione          | Seggio di coalizione      | Seggio di coalizione | 49,49           | 1 271   | 33,06   | 1                               |       |       |       |
|                               | Marco Zanor               | Marco Zanor          | Marco Zanor     | 455     | 11,84   | Alleanza Nazionale              | 443   | 11,96 | 1     |
| Seggio di coalizione          | Seggio di coalizione      | Seggio di coalizione | Marco Zanor     | 455     | 11,84   | 1                               |       |       |       |
|                               | Cristina Rodaro           | Cristina Rodaro      | Cristina Rodaro | 265     | 6,89    | Lista civica di centro-destra   | 255   | 6,88  | 1     |
| Seggio di coalizione          | Seggio di coalizione      | Seggio di coalizione | Cristina Rodaro | 265     | 6,89    | 1                               |       |       |       |
|                               | Valdi Grosso              | Valdi Grosso         | Valdi Grosso    | 230     | 5,98    | Sinistra                        | 225   | 6,07  | –     |
| Totale                        | Totale                    | 3 698                | 100             | 3 844   | 100     |                                 | 3 704 | 100   | 16    |
|                               |                           |                      |                 |         |         |                                 |       |       |       |
| Fonte: Ministero dell'interno |                           |                      |                 |         |         |                                 |       |       |       |

#### Palmanova
| Candidati                     | Candidati               | II turno             | II turno          | I turno | I turno | Liste                           | Voti  | %     | Seggi |
| Candidati                     | Candidati               | Voti                 | %                 | Voti    | %       | Liste                           | Voti  | %     | Seggi |
| ----------------------------- | ----------------------- | -------------------- | ----------------- | ------- | ------- | ------------------------------- | ----- | ----- | ----- |
|                               | Roberto Osso ✔️ Sindaco | 1 770                | 55,54             | 1 420   | 39,74   | Centro                          | 1 248 | 39,26 | 10    |
|                               | Federico Cressati       | 1 417                | 44,46             | 1 180   | 33,03   | Lista civica di centro-destra   | 805   | 25,32 | 2     |
| Lista civica di centro-destra | Federico Cressati       | 1 417                | 44,46             | 1 180   | 33,03   | 227                             | 7,14  | –     |       |
| Seggio di coalizione          | Seggio di coalizione    | Seggio di coalizione | 44,46             | 1 180   | 33,03   | 1                               |       |       |       |
|                               | Rosario Di Maggio       | Rosario Di Maggio    | Rosario Di Maggio | 973     | 27,23   | Lista civica di centro-sinistra | 899   | 28,28 | 2     |
| Seggio di coalizione          | Seggio di coalizione    | Seggio di coalizione | Rosario Di Maggio | 973     | 27,23   | 1                               |       |       |       |
| Totale                        | Totale                  | 3 187                | 100               | 3 573   | 100     |                                 | 3 179 | 100   | 16    |
|                               |                         |                      |                   |         |         |                                 |       |       |       |
| Fonte: Ministero dell'interno |                         |                      |                   |         |         |                                 |       |       |       |

#### Pasian di Prato
| Candidati                     | Candidati                   | II turno             | II turno         | I turno | I turno | Liste                                  | Voti  | %     | Seggi |
| Candidati                     | Candidati                   | Voti                 | %                | Voti    | %       | Liste                                  | Voti  | %     | Seggi |
| ----------------------------- | --------------------------- | -------------------- | ---------------- | ------- | ------- | -------------------------------------- | ----- | ----- | ----- |
|                               | Stefano Stefanel ✔️ Sindaco | 2 932                | 53,25            | 1 292   | 21,62   | Lista civica di centro-sinistra        | 1 234 | 21,33 | 10    |
|                               | Enzo Cattaruzzi             | 2 574                | 46,75            | 1 560   | 26,11   | Partito Popolare Italiano-Lista Civica | 1 519 | 26,26 | 1     |
| Seggio di coalizione          | Seggio di coalizione        | Seggio di coalizione | 46,75            | 1 560   | 26,11   | 1                                      |       |       |       |
|                               | Lorenzo Tosolini            | Lorenzo Tosolini     | Lorenzo Tosolini | 1 141   | 19,10   | Lista Civica                           | 1 109 | 19,17 | 1     |
| Seggio di coalizione          | Seggio di coalizione        | Seggio di coalizione | Lorenzo Tosolini | 1 141   | 19,10   | 1                                      |       |       |       |
|                               | Beatrice Fabbro             | Beatrice Fabbro      | Beatrice Fabbro  | 1 079   | 18,06   | Alleanza Nazionale                     | 1 055 | 18,24 | –     |
| Seggio di coalizione          | Seggio di coalizione        | Seggio di coalizione | Beatrice Fabbro  | 1 079   | 18,06   | 1                                      |       |       |       |
|                               | Fausto Cosatti              | Fausto Cosatti       | Fausto Cosatti   | 903     | 15,11   | Lista civica di centro-sinistra (A)    | 867   | 14,99 | –     |
| Seggio di coalizione          | Seggio di coalizione        | Seggio di coalizione | Fausto Cosatti   | 903     | 15,11   | 1                                      |       |       |       |
| Totale                        | Totale                      | 5 506                | 100              | 5 975   | 100     |                                        | 5 784 | 100   | 16    |
|                               |                             |                      |                  |         |         |                                        |       |       |       |
| Fonte: Ministero dell'interno |                             |                      |                  |         |         |                                        |       |       |       |

#### Pavia di Udine
| Candidati                     | Candidati                    | II turno                  | II turno                  | I turno | I turno | Liste                                                        | Voti  | %     | Seggi |
| Candidati                     | Candidati                    | Voti                      | %                         | Voti    | %       | Liste                                                        | Voti  | %     | Seggi |
| ----------------------------- | ---------------------------- | ------------------------- | ------------------------- | ------- | ------- | ------------------------------------------------------------ | ----- | ----- | ----- |
|                               | Silvano Moschione ✔️ Sindaco | 2 133                     | 56,96                     | 1 699   | 44,29   | Lista civica di centro-sinistra                              | 1 550 | 43,32 | 10    |
|                               | Giuseppe Fabbro              | 1 612                     | 43,04                     | 1 448   | 37,75   | Centro                                                       | 1 364 | 38,12 | 3     |
| Seggio di coalizione          | Seggio di coalizione         | Seggio di coalizione      | 43,04                     | 1 448   | 37,75   | 1                                                            |       |       |       |
|                               | Gianpaola Guidi Romanello    | Gianpaola Guidi Romanello | Gianpaola Guidi Romanello | 689     | 17,96   | Forza Italia-Centro Cristiano Democratico-Alleanza Nazionale | 664   | 18,56 | 1     |
| Seggio di coalizione          | Seggio di coalizione         | Seggio di coalizione      | Gianpaola Guidi Romanello | 689     | 17,96   | 1                                                            |       |       |       |
| Totale                        | Totale                       | 3 745                     | 100                       | 3 836   | 100     |                                                              | 3 578 | 100   | 16    |
|                               |                              |                           |                           |         |         |                                                              |       |       |       |
| Fonte: Ministero dell'interno |                              |                           |                           |         |         |                                                              |       |       |       |

#### Povoletto
| Candidati                     | Candidati                   | II turno             | II turno          | I turno | I turno | Liste                           | Voti  | %     | Seggi |
| Candidati                     | Candidati                   | Voti                 | %                 | Voti    | %       | Liste                           | Voti  | %     | Seggi |
| ----------------------------- | --------------------------- | -------------------- | ----------------- | ------- | ------- | ------------------------------- | ----- | ----- | ----- |
|                               | Roberto Tracogna ✔️ Sindaco | 2 093                | 61,96             | 1 815   | 49,05   | Lista civica di centro-sinistra | 1 676 | 48,96 | 10    |
|                               | Bruna Tracogna              | 1 285                | 38,04             | 694     | 18,76   | Centro                          | 626   | 18,29 | 1     |
| Seggio di coalizione          | Seggio di coalizione        | Seggio di coalizione | 38,04             | 694     | 18,76   | 1                               |       |       |       |
|                               | Dorino Di Giorgio           | Dorino Di Giorgio    | Dorino Di Giorgio | 510     | 13,78   | Centro                          | 494   | 14,43 | 1     |
| Seggio di coalizione          | Seggio di coalizione        | Seggio di coalizione | Dorino Di Giorgio | 510     | 13,78   | 1                               |       |       |       |
|                               | Mauro Paschini              | Mauro Paschini       | Mauro Paschini    | 379     | 10,24   | Lista civica di centro-destra   | 362   | 10,58 | –     |
| Seggio di coalizione          | Seggio di coalizione        | Seggio di coalizione | Mauro Paschini    | 379     | 10,24   | 1                               |       |       |       |
|                               | Oliviero Paoletti           | Oliviero Paoletti    | Oliviero Paoletti | 302     | 8,16    | Lista civica di centro-sinistra | 265   | 7,74  | –     |
| Seggio di coalizione          | Seggio di coalizione        | Seggio di coalizione | Oliviero Paoletti | 302     | 8,16    | 1                               |       |       |       |
| Totale                        | Totale                      | 3 378                | 100               | 3 700   | 100     |                                 | 3 423 | 100   | 16    |
|                               |                             |                      |                   |         |         |                                 |       |       |       |
| Fonte: Ministero dell'interno |                             |                      |                   |         |         |                                 |       |       |       |

#### Pozzuolo del Friuli
| Candidati                     | Candidati                  | II turno             | II turno      | I turno | I turno | Liste                           | Voti  | %     | Seggi |
| Candidati                     | Candidati                  | Voti                 | %             | Voti    | %       | Liste                           | Voti  | %     | Seggi |
| ----------------------------- | -------------------------- | -------------------- | ------------- | ------- | ------- | ------------------------------- | ----- | ----- | ----- |
|                               | Sergio Beltrame ✔️ Sindaco | 2 517                | 60,22         | 1 867   | 42,74   | Lista civica di centro-sinistra | 1 746 | 42,51 | 10    |
|                               | Silvano Bertossi           | 1 663                | 39,78         | 1 230   | 28,16   | Lista civica di centro-destra   | 1 183 | 28,80 | 2     |
| Seggio di coalizione          | Seggio di coalizione       | Seggio di coalizione | 39,78         | 1 230   | 28,16   | 1                               |       |       |       |
|                               | Denis Lodolo               | Denis Lodolo         | Denis Lodolo  | 728     | 16,67   | Centro                          | 680   | 16,56 | 1     |
| Seggio di coalizione          | Seggio di coalizione       | Seggio di coalizione | Denis Lodolo  | 728     | 16,67   | 1                               |       |       |       |
|                               | Bruno Repezza              | Bruno Repezza        | Bruno Repezza | 543     | 12,43   | Lista civica di centro-sinistra | 498   | 12,13 | –     |
| Seggio di coalizione          | Seggio di coalizione       | Seggio di coalizione | Bruno Repezza | 543     | 12,43   | 1                               |       |       |       |
| Totale                        | Totale                     | 4 180                | 100           | 4 368   | 100     |                                 | 4 107 | 100   | 16    |
|                               |                            |                      |               |         |         |                                 |       |       |       |
| Fonte: Ministero dell'interno |                            |                      |               |         |         |                                 |       |       |       |

#### Remanzacco
| Candidati                     | Candidati                     | II turno             | II turno          | I turno | I turno | Liste                           | Voti  | %     | Seggi |
| Candidati                     | Candidati                     | Voti                 | %                 | Voti    | %       | Liste                           | Voti  | %     | Seggi |
| ----------------------------- | ----------------------------- | -------------------- | ----------------- | ------- | ------- | ------------------------------- | ----- | ----- | ----- |
|                               | Arnaldo Scarabelli ✔️ Sindaco | 2 121                | 58,74             | 1 346   | 36,04   | Lista civica di centro-sinistra | 1 282 | 35,85 | 10    |
|                               | Redino Borghetto              | 1 490                | 41,26             | 1 183   | 31,67   | Lista civica di centro-sinistra | 1 145 | 32,02 | 2     |
| Seggio di coalizione          | Seggio di coalizione          | Seggio di coalizione | 41,26             | 1 183   | 31,67   | 1                               |       |       |       |
|                               | Marisa Duca                   | Marisa Duca          | Marisa Duca       | 669     | 17,91   | Sinistra                        | 623   | 17,42 | 1     |
| Seggio di coalizione          | Seggio di coalizione          | Seggio di coalizione | Marisa Duca       | 669     | 17,91   | 1                               |       |       |       |
|                               | Giovanni Zeleznik             | Giovanni Zeleznik    | Giovanni Zeleznik | 394     | 10,55   | Alleanza Nazionale              | 388   | 10,85 | –     |
| Seggio di coalizione          | Seggio di coalizione          | Seggio di coalizione | Giovanni Zeleznik | 394     | 10,55   | 1                               |       |       |       |
|                               | Gianfranco Vidoni             | Gianfranco Vidoni    | Gianfranco Vidoni | 143     | 3,83    | Centro                          | 138   | 3,86  | –     |
| Totale                        | Totale                        | 3 611                | 100               | 3 735   | 100     |                                 | 3 576 | 100   | 16    |
|                               |                               |                      |                   |         |         |                                 |       |       |       |
| Fonte: Ministero dell'interno |                               |                      |                   |         |         |                                 |       |       |       |

#### San Daniele del Friuli
| Candidati                     | Candidati              | II turno              | II turno              | I turno | I turno | Liste                           | Voti  | %     | Seggi |
| Candidati                     | Candidati              | Voti                  | %                     | Voti    | %       | Liste                           | Voti  | %     | Seggi |
| ----------------------------- | ---------------------- | --------------------- | --------------------- | ------- | ------- | ------------------------------- | ----- | ----- | ----- |
|                               | Paolo Menis ✔️ Sindaco | 2 553                 | 54,88                 | 1 644   | 32,05   | Centro                          | 1 282 | 26,23 | 10    |
|                               | Diego Sivilotti        | 2 099                 | 45,12                 | 1 401   | 27,31   | Lista civica di centro-sinistra | 1 289 | 26,38 | 2     |
| Seggio di coalizione          | Seggio di coalizione   | Seggio di coalizione  | 45,12                 | 1 401   | 27,31   | 1                               |       |       |       |
|                               | Carlo Zardi            | Carlo Zardi           | Carlo Zardi           | 1 084   | 21,13   | Lista civica di centro-destra   | 1 067 | 21,83 | 1     |
| Seggio di coalizione          | Seggio di coalizione   | Seggio di coalizione  | Carlo Zardi           | 1 084   | 21,13   | 1                               |       |       |       |
|                               | Alessandra Battellino  | Alessandra Battellino | Alessandra Battellino | 629     | 12,26   | Centro (A)                      | 610   | 12,48 | –     |
| Seggio di coalizione          | Seggio di coalizione   | Seggio di coalizione  | Alessandra Battellino | 629     | 12,26   | 1                               |       |       |       |
|                               | Valerio Mattioni       | Valerio Mattioni      | Valerio Mattioni      | 372     | 7,25    | Lista civica di centro-sinistra | 355   | 7,26  | –     |
| Totale                        | Totale                 | 4 652                 | 100                   | 5 130   | 100     |                                 | 4 887 | 100   | 16    |
|                               |                        |                       |                       |         |         |                                 |       |       |       |
| Fonte: Ministero dell'interno |                        |                       |                       |         |         |                                 |       |       |       |

#### San Giovanni al Natisone
|                               | Franco Costantini ✔️ Sindaco | 2 761                | 71,10 | Lista civica di centro-sinistra | 2 641 | 71,51 | 12 |  |  |
|                               | Franco Bulfoni               | 1 122                | 28,90 | Lista civica di centro-destra   | 1 052 | 28,49 | 3  |  |  |
| Seggio di coalizione          | Seggio di coalizione         | Seggio di coalizione | 28,90 | 1                               |       |       |    |  |  |
| Totale                        | Totale                       | 3 883                | 100   |                                 | 3 693 | 100   | 16 |  |  |
|                               |                              |                      |       |                                 |       |       |    |  |  |
| Fonte: Ministero dell'interno |                              |                      |       |                                 |       |       |    |  |  |

#### Tavagnacco
| Candidati                     | Candidati                 | II turno             | II turno       | I turno | I turno | Liste                           | Voti  | %     | Seggi |
| Candidati                     | Candidati                 | Voti                 | %              | Voti    | %       | Liste                           | Voti  | %     | Seggi |
| ----------------------------- | ------------------------- | -------------------- | -------------- | ------- | ------- | ------------------------------- | ----- | ----- | ----- |
|                               | Stefano Urbano ✔️ Sindaco | 4 422                | 62,05          | 3 607   | 45,94   | Lista civica di centro-sinistra | 3 371 | 45,60 | 12    |
|                               | Paolo Abramo              | 2 704                | 37,95          | 2 343   | 29,84   | Lega Nord-Popolari              | 2 213 | 29,94 | 3     |
| Seggio di coalizione          | Seggio di coalizione      | Seggio di coalizione | 37,95          | 2 343   | 29,84   | 1                               |       |       |       |
|                               | Giovanni Cucci            | Giovanni Cucci       | Giovanni Cucci | 1 902   | 24,22   | Lista civica di centro-destra   | 1 808 | 24,46 | 3     |
| Seggio di coalizione          | Seggio di coalizione      | Seggio di coalizione | Giovanni Cucci | 1 902   | 24,22   | 1                               |       |       |       |
| Totale                        | Totale                    | 7 126                | 100            | 7 852   | 100     |                                 | 7 392 | 100   | 20    |
|                               |                           |                      |                |         |         |                                 |       |       |       |
| Fonte: Ministero dell'interno |                           |                      |                |         |         |                                 |       |       |       |

#### Tolmezzo
|                               | Ilario Brollo ✔️ Sindaco | 4 269                | 63,30 | Centro                        | 2 053 | 34,25 | 7  |  |  |
| Centro                        | Ilario Brollo ✔️ Sindaco | 4 269                | 63,30 | 1 060                         | 17,68 | 4     |    |  |  |
| Centro                        | Ilario Brollo ✔️ Sindaco | 4 269                | 63,30 | 643                           | 10,73 | 2     |    |  |  |
|                               | Sergio D'Orlando         | 1 808                | 26,81 | Lista civica di centro-destra | 1 674 | 27,92 | 4  |  |  |
| Seggio di coalizione          | Seggio di coalizione     | Seggio di coalizione | 26,81 | 1                             |       |       |    |  |  |
|                               | Alberto Boiti            | 667                  | 9,89  | Verdi-Fvg                     | 565   | 9,42  | 1  |  |  |
| Seggio di coalizione          | Seggio di coalizione     | Seggio di coalizione | 9,89  | 1                             |       |       |    |  |  |
| Totale                        | Totale                   | 6 744                | 100   |                               | 5 995 | 100   | 20 |  |  |
|                               |                          |                      |       |                               |       |       |    |  |  |
| Fonte: Ministero dell'interno |                          |                      |       |                               |       |       |    |  |  |

#### Tricesimo
| Candidati                     | Candidati                  | II turno             | II turno        | I turno | I turno | Liste                           | Voti  | %     | Seggi |
| Candidati                     | Candidati                  | Voti                 | %               | Voti    | %       | Liste                           | Voti  | %     | Seggi |
| ----------------------------- | -------------------------- | -------------------- | --------------- | ------- | ------- | ------------------------------- | ----- | ----- | ----- |
|                               | Roberto Vattori ✔️ Sindaco | 2 157                | 50,68           | 1 435   | 31,13   | Lista civica di centro-sinistra | 1 375 | 31,48 | 10    |
|                               | Antonino Agosto            | 2 099                | 49,32           | 1 657   | 35,95   | Lista civica di centro-destra   | 1 538 | 35,21 | 2     |
| Seggio di coalizione          | Seggio di coalizione       | Seggio di coalizione | 49,32           | 1 657   | 35,95   | 1                               |       |       |       |
|                               | Andrea Mansutti            | Andrea Mansutti      | Andrea Mansutti | 1 273   | 27,62   | Centro                          | 1 218 | 27,88 | 2     |
| Seggio di coalizione          | Seggio di coalizione       | Seggio di coalizione | Andrea Mansutti | 1 273   | 27,62   | 1                               |       |       |       |
|                               | Arrigo Zanessi             | Arrigo Zanessi       | Arrigo Zanessi  | 244     | 5,29    | Lista civica di centro-destra   | 237   | 5,43  | –     |
| Totale                        | Totale                     | 4 256                | 100             | 4 609   | 100     |                                 | 4 368 | 100   | 16    |
|                               |                            |                      |                 |         |         |                                 |       |       |       |
| Fonte: Ministero dell'interno |                            |                      |                 |         |         |                                 |       |       |       |